# Paratemnoides ellingseni
Espèce
Synonymes
- Paratemnus ellingseni Beier, 1932

Paratemnoides ellingseni est une espèce de pseudoscorpions de la famille des Atemnidae.

## Distribution
Cette espèce se rencontre en Afrique du Sud, au Zimbabwe, au Mozambique, à Madagascar, au Congo-Kinshasa, en Ouganda, au Kenya, en Somalie, en Éthiopie et au Ghana.

## Publication originale
- Beier, 1932 : Revision der Atemnidae (Pseudoscorpionidea). Zoologische Jahrbücher, Abteilung für Systematik, Ökologie und Geographie der Tiere, vol. 62, p. 547-610.